# Société nationale des chemins de fer français
Société nationale des chemins de fer français, SNCF (z fr. Narodowe Towarzystwo Kolei Francuskich) – francuski państwowy przewoźnik kolejowy powstały w 1938 roku, będący jednym z największych przedsiębiorstw we Francji. Prezesem SNCF jest Guillaume Pepy.
Podstawową działalnością firmy jest prowadzenie przewozów pasażerskich i towarowych na sieci kolejowej należącej do RFF. Groupe SNCF zatrudnia ponad 240 000 osób (2011) i podzielona jest na pięć oddziałów:
- SNCF Proximités – odpowiada za przewozy pasażerskie realizowane pod markami TER (kolejowe i autokarowe połączenia regionalne), Transilien (kolejowe połączenia w regionie Île-de-France), Intercités (dalekobieżne połączenia kolejowe) oraz Keolis (transport miejski);
- SNCF Voyages – odpowiada za przewozy kolejowe realizowane przez pociągi dużych prędkości (m.in. TGV, Eurostar, Thalys, Elipsos(inne języki)), długodystansowe przewozy autokarowe (Ouibus) oraz internetową agencję turystyczną Voyages-sncf.com;
- SNCF Infra – odpowiada za utrzymanie i budowę infrastruktury kolejowej, a także zarządza ruchem na francuskiej sieci kolejowej na rzecz RFF;
- SNCF Geodis – zajmuje się logistyką i multimodalnym transportem towarów;
- SNCF Gares & Connexions – zarządza dworcami kolejowymi[4].

Poza Francją przedsiębiorstwo działa w około 120 krajach świata. W 2012 roku obroty SNCF wyniosły 33,8 mld euro, z czego 24% uzyskane zostało na rynkach zagranicznych. Zysk netto wyniósł 383 mln euro.